# Mientras me enamoras
«Mientras me enamoras» es una canción de Lalo Brito en colaboración con Danna Paola, que se estrenó el 10 de septiembre de 2015 en YouTube y el 9 de enero de 2016 en el resto de plataformas digitales.
Está canción es parte del EP Sentimientos maltratados lanzado el 21 de mayo de 2015.

## Antecedentes
Lalo y Danna estuvieron involucrados en un proyecto de Televisa en el que ambos iban a participar. Durante 3 meses, ensayaron juntos, pero lamentablemente el proyecto no logró concretarse. Después de un tiempo, Danna escucha la canción de Lalo y queda sorprendida al enterarse de que él se lanzara de manera independiente. Brito deseaba mucho contar con ella para este sencillo, así que la invita a colaborar en él.

## Video musical
El video musical está protagonizado por Lalo Brito y Danna Paola, producido por Carlos Aparicio y dirigido por Erick Delgado.

## Nominación
| Año  | Premio                     | Categoría        | Resultado | Ref.  |
| ---- | -------------------------- | ---------------- | --------- | ----- |
| 2016 | Kids' Choice Awards México | Canción favorita | Nominada  | [ 6 ] |

## Mientras me enamoras tropical remix
El 15 de agosto de 2016 sale un remix de mientras me enamoras hecho por Chris Mears clavadista olímpico, productor y DJ Británico.

## Historial de lanzamiento
| Región  | Fecha                                                                         | Sello         | Formato                    | Ref         |
| ------- | ----------------------------------------------------------------------------- | ------------- | -------------------------- | ----------- |
| Mundial | 10 de septiembre de 2015 (YouTube) 9 de enero de 2016 (Plataformas digitales) | Independiente | Descarga digital,streaming | [ 5 ] [ 7 ] |